# Свети Димитър (Кожани)
Вижте пояснителната страница за други значения на Свети Димитър.
„Свети Димитър“ (на гръцки: Αγίου Δημητρίου) е православна църква в град Кожани, Егейска Македония, Гърция, част от Сервийската и Кожанска епархия.
Храмът е построен в 1863 година. В архитектурно отношение представлява трикорабна базилика с дървен покрив, женска църква и трем от южната страна. В източната част в 1887 година е изграден параклисът „Свети Пантелеймон“. Църквата претърпява значителни щети от пожар.
На 24 юни 1994 година църквата е обявена за защитен паметник.